# خطر أرجنومي

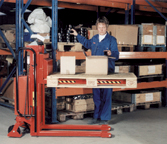

المخاطر الأرجنومية أو مخاطر العوامل البشرية هي حالات جسمانية قد تسبب خطر إصابة الجهاز العضلي الهيكلي، مثل عضلات أو أربطة أسفل الظهر، أو أوتار أو أعصاب اليدين / الرسغين، أو العظام المحيطة بالركبتين، مما يؤدي إلى اضطراب عضلي هيكلي. تشمل المخاطر الأرجنومية إتخاذ الأوضاع غير الملائمة أو الأوضاع الثابتة أو القوى الكبيرة أو الحركة المتكررة أو الفترات القصيرة بين الأنشطة. غالبًا ما يتضخم خطر الإضطراب العضلي الهيكلي عند تتواجود العوامل المتعددة أو عند اهتزاز الجسم كله أو اليد/الذراع، أو الإضاءة الضعيفة، أو الأدوات أو المعدات أو محطات العمل سيئة التصميم التي تنتج تفاعلات سلبية إضافية مع العامل/المستخدم. تحدث المخاطر الأرجنومية في كل من التجهيزات المهنية وغير المهنية كما هو الحال في ورش العمل أو مواقع البناء أو المكاتب أو المنزل أو المدرسة أو المرافق العامة.

## من وسائل منع المخاطر الأرجنومية[3][4]
- تصميم العمل الجيد هو الطريقة الأكثر فاعلية للتخلص من المخاطر حيث تأخذ العملية في الاعتبار قضايا الصحة والسلامة خلال مراحل المفهوم والتخطيط.
- تقليل الجلوس لمدة طويلة، فالجلوس لأكثر من 30 دقيقة دون استراحة قصيرة والجلوس طوال اليوم - يمكن أن يُضر بالصحة، وهو مرتبط بخطر زيادة الوزن، ومرض السكري من النوع 2 ، والاضطرابات العضلية الهيكلية، وبعض أنواع السرطان والاكتئاب.
- تسبب العرقلة والسقوط أو الزحلقة آلاف الإصابات التي يمكن الوقاية منها. الأكثر شيوعًا منها، إصابات العضلات والعظام والجروح والكدمات والكسور والخلع، ويمكن أيضًا أن تحدث إصابات أكثر خطورة. وبالتالي يجب منع العوامل البيئية التي تؤدي إلى الانزلاق والرحلات والسقوط مثل، الأسطح الزلقة والممرات سيئة التصميم أو الصيانة والإضاءة الضعيفة على السلالم و المواد المخزنة بشكل سيء.